# Арана Иса, Эдуардо
Эдуардо Арана Иса (исп. Eduardo Arana Ysa; род. 18 октября 1965, Pueblo Libre, Лима) — перуанский юрист и государственный деятель, премьер-министр (с 2025).

## Биография
Родился 18 октября 1965 года в Лиме, Перу. В 1982 году окончил среднюю школу в Кальяо, а затем получил степени в области права и политологии в Университете Инка Гарсиласо де ла Вега. С 2000 года стал преподавать на соответствующем факультете Университета имени Федерико Вильярреала.
На протяжении двух лет Арана возглавлял консультативный совет председателя Верховного суда страны, а затем был назначен арбитром и секретарём Национального совета судебной власти.
В 2018 году Арана представлял партию Альянс за прогресс на муниципальных выборах, однако не был избран. Позднее, 6 сентября 2023 года, Арана был назначен министром юстиции и прав человека президентом Диной Болуарте. 13 апреля 2025 года он объявил о своей скорой отставке, а спустя месяц возглавил правительство страны.